# هرک‌لی (یورغیر)
هرک‌لی (به ترکی استانبولی: Herekli) یک منطقهٔ مسکونی در ترکیه است که در یورغیر واقع شده‌است.